# Lehtoniemi (företag)

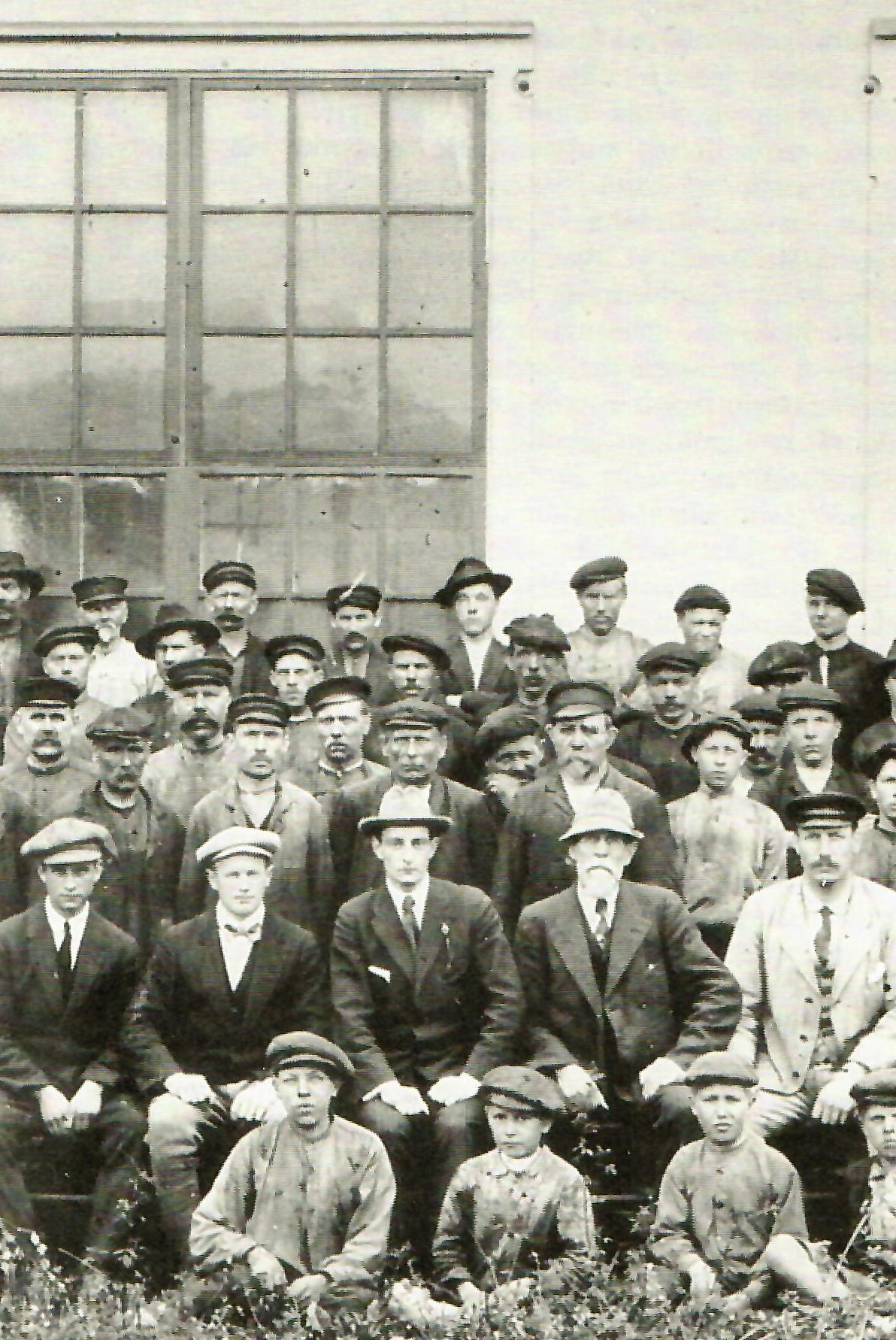
Anställda på Oy Lehtoniemi Ab tillsammans med chefen Wilhelm Wahlforss, tidigt 1920-tal

Oy Lehtoniemi Ab, tidigare Tehtaat Lehtoniemi & Taipale Fabriker, var en mekanisk verkstad och ett skeppsvarv i Lehtoniemi, dåvarande Jorois, vid Saimen.
Oy Lehtoniemi Ab grundades 1902 av Carolus Wrede för att fortsätta verksamheten från det fallerade företaget Tehtaat Lehtoniemi & Taipale Fabriker. Carolus Wrede återupptog verksamheten under samma namn, men organiserade senare 1917 den till aktiebolag under namnet Oy Lehtoniemi Ab. 
Produktportföljen bestod av fartyg, ångpannor, ångmaskiner och pumpar, och många kunder var från Kejsardömet Ryssland och dess efterföljare Sovjetunionen. Företaget gick i konkurs 1929 och konkursboet såldes till A. Ahlström Oy. Verksamheten lades ned 1951. 

## Historik
År 1886 byggde ingenjören Albert Krank (1855–1902) en torrdocka, en maskinverkstad och en vattenkvarn vid Taipale kanal. Han sålde 1887 en andel till Torsten Forstén av en tomt på Lehtoniemi vid vikens motsatta strand, samtidigt som de båda gick samman och grundade bolaget Tehtaat Taipale & Lehtoniemi Fabriker. År 1888 flyttade hela verksamheten till nyuppförda byggnader i Lehtoniemi. Torsten Forstén sålde sin andel till kompanjonen 1892.
Företaget hamnade i ekonomiska svårigheter 1901 och Albert Krank dog 1902, varefter Carolus Wrede köpte konkursboet. 
Beställningarna från ryssarna upphörde i samband med ryska revolutionen. Åren 1921–1925 var Wilhelm Wahlforss vd.
1920-talets depression ledde till bristande efterfrågan och företaget gick i konkurs 1929, varefter A. Ahlström Oy köpte konkursboet och avvecklade den tidigare verksamheten och ersatte den med annan i fabrikslokalerna.
Under Ahlströms tid verkade A. Ahlström Oy:s trävarufabrik i Lehtoniemi och därefter, från 1950-talet, Ljudteknikfabriken, som tillverkade ljudisoleringsskivor. I Lehtoniemi tillverkades också dörrar och fönster, småbåtar, kanoter och olika möbler. Fabriken användes till 1965.

## Byggda fartyg i urval
- Juka, 1889
- Bogserbåten S/S Vetäjä V, 1891
- Passagerarfartyget M/S Koski, 1898
- Passagerarfartyget S/S Karjalankoski, 1905
- Passagerarfartyget S/S Papinniemi, 1905
- Passagerarfartyget S/S Wellamo, 1906
- Passagerarfartyget S/S Ylä-Keitele, 1907
- Passagerarfartyget S/S Suomi, 1907
- Passagerarfartyget S/S Tarjanne, 1908
- Ångslupen S/S Satu, 1909
- Passagerarfartyget S/S Norrkulla, 1911
- Passagerarfartyget M/S Taru, 1919–1920
- Passagerarfartyget S/S Kajaani VI, senare S/S Liwia, 1921
- Passagerarfartyget M/S Jyväskylä, 1924
- Bogserbåten S/S Antero, 1924
- Passagerarfartyget S/S Ilona, 1927

## Bildgalleri

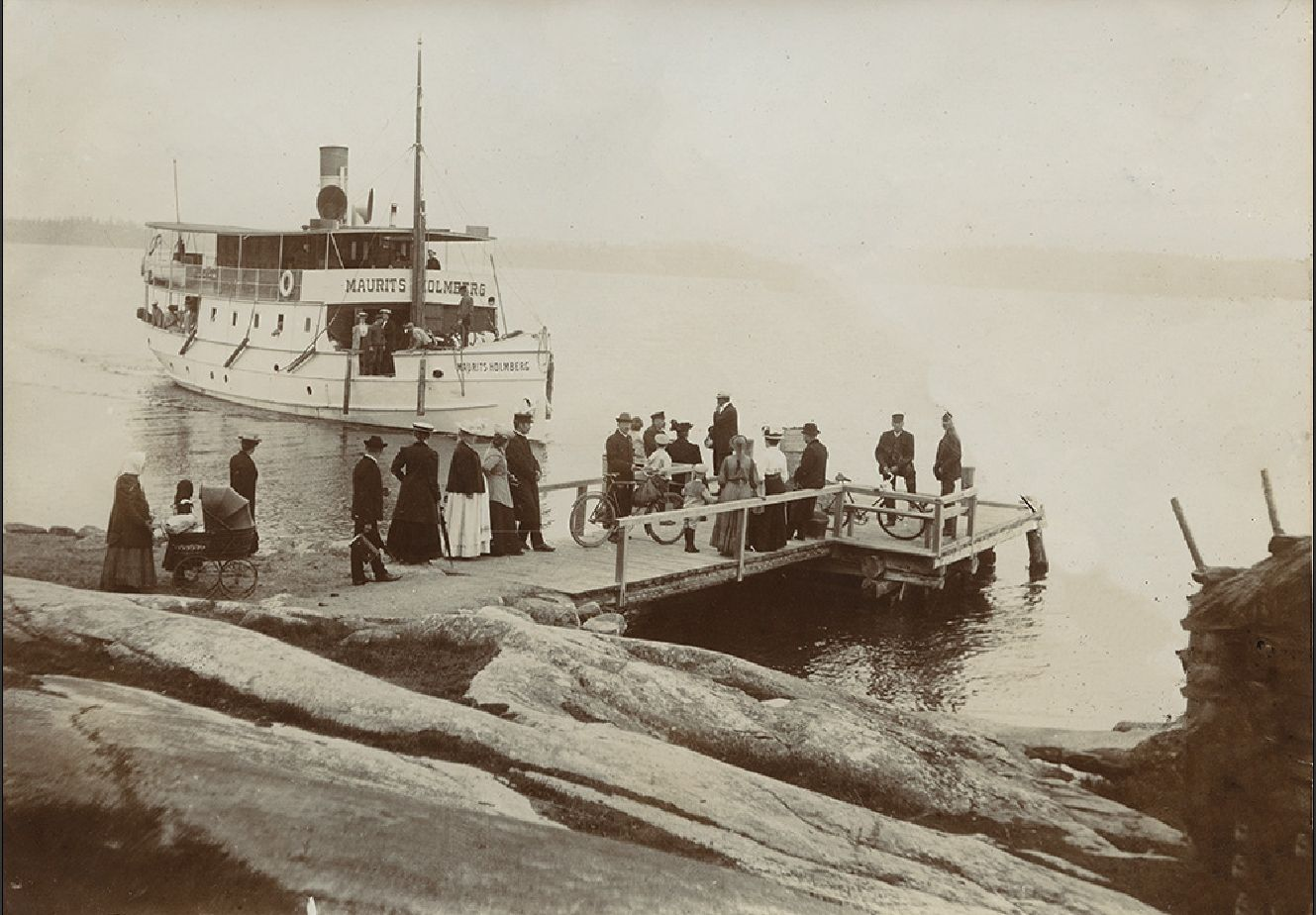
S/S Maurits Holmberg, senare S/S Wellamo, på väg mot bryggan i Orssaari i Karuna 1909
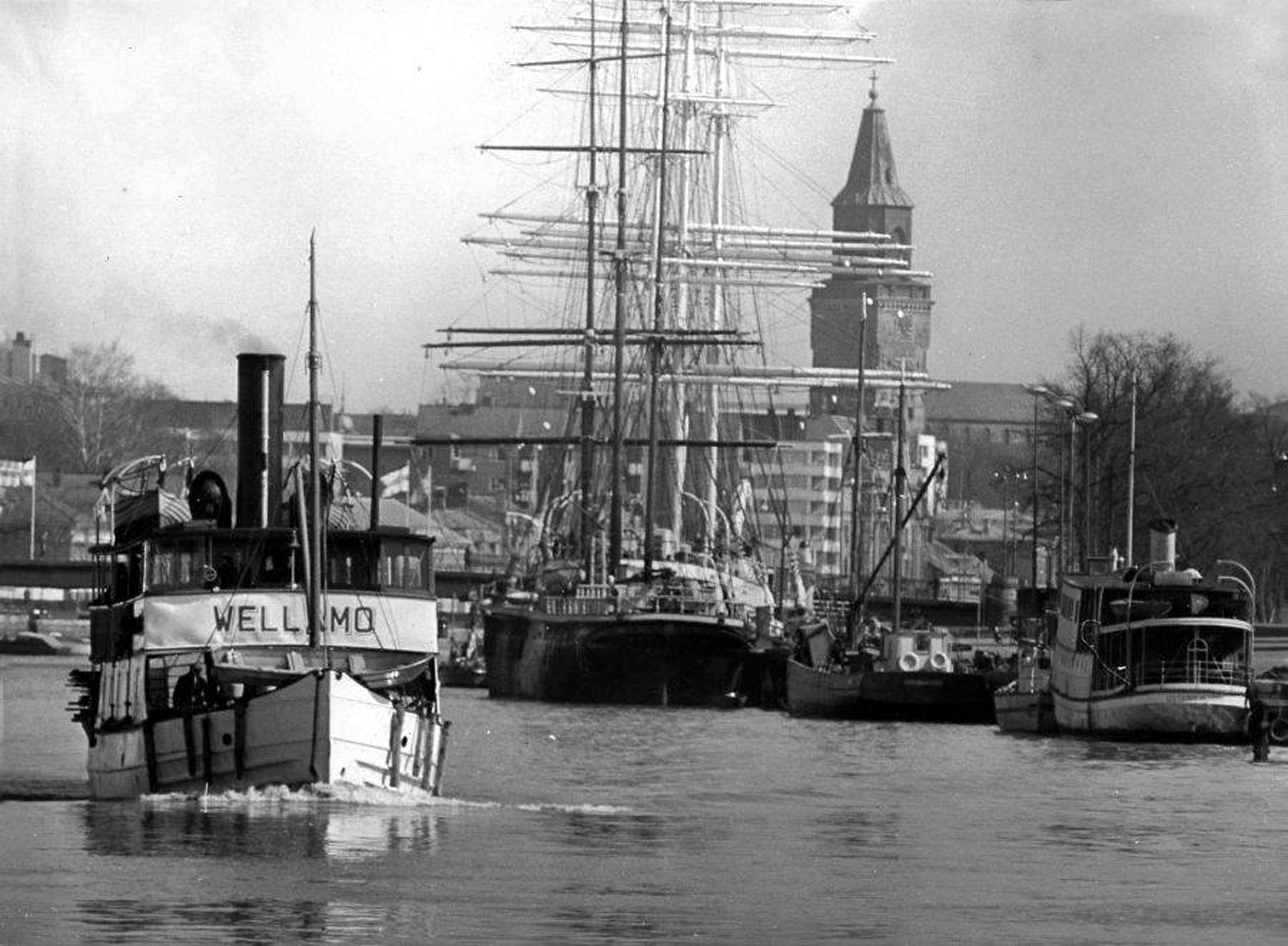
S/S Wellamo på aura å i Åbo, före 1960
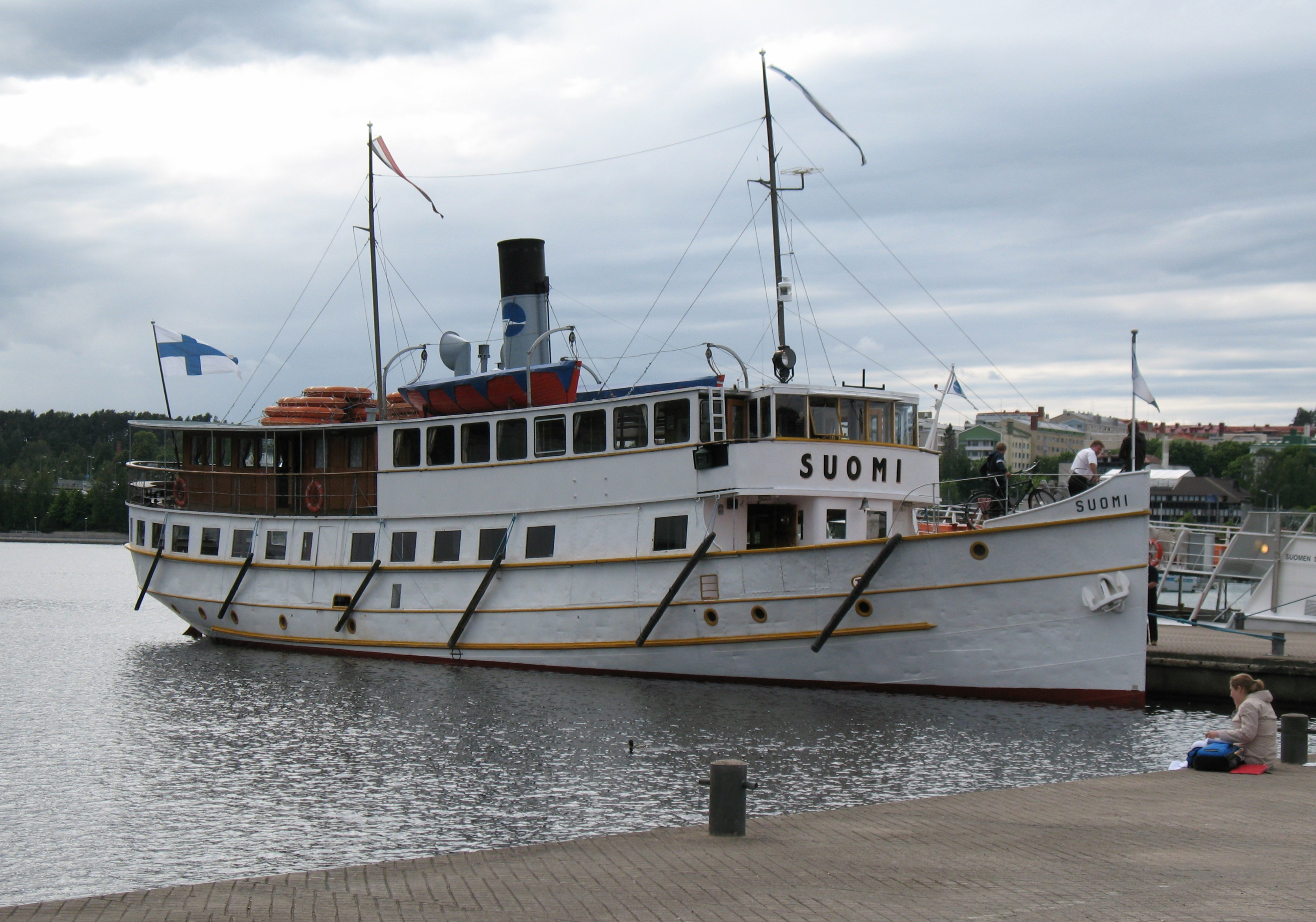
S/S Suomi i Jyväskylä
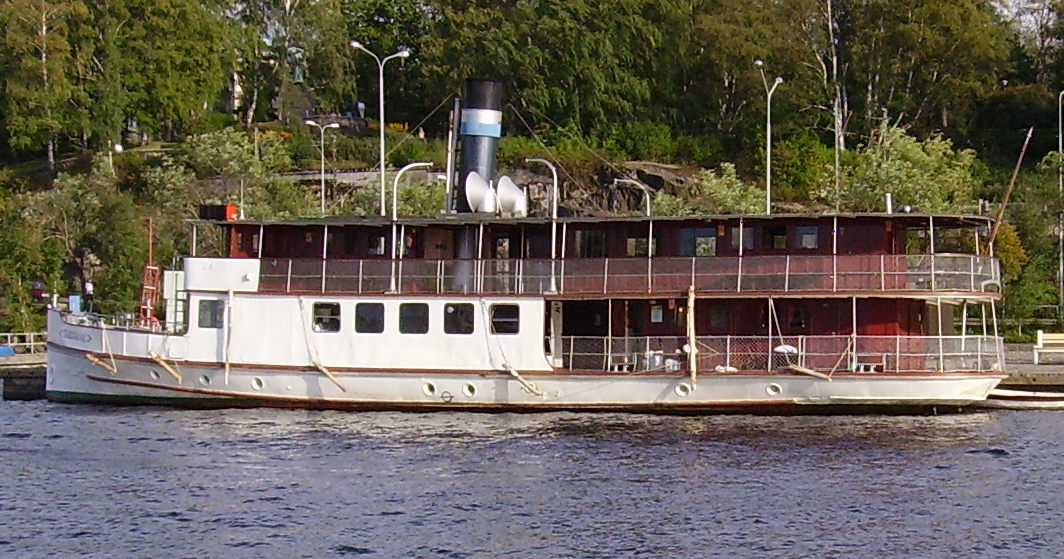
S/S Tarjanne i Tammerfors
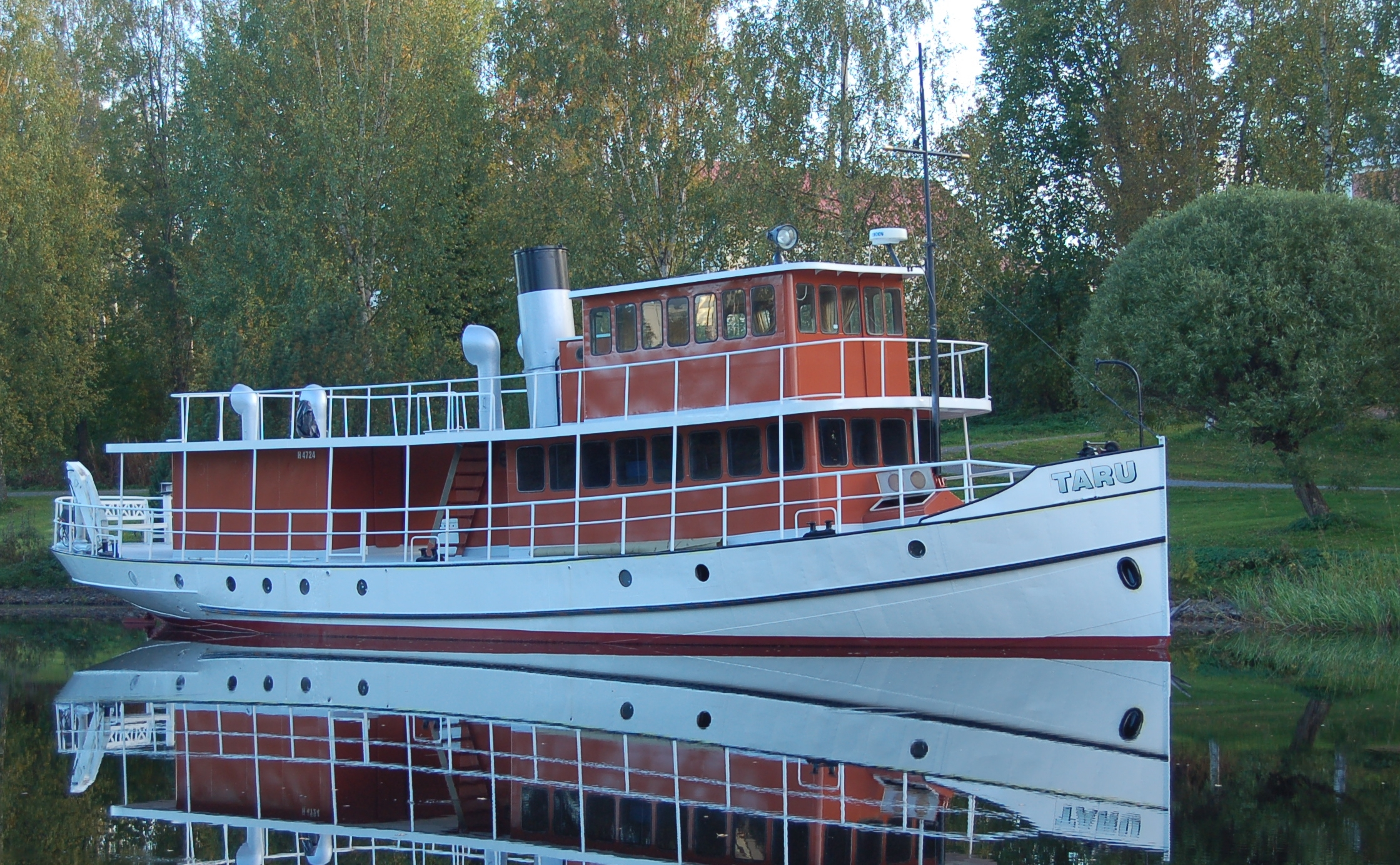
M/S Taru
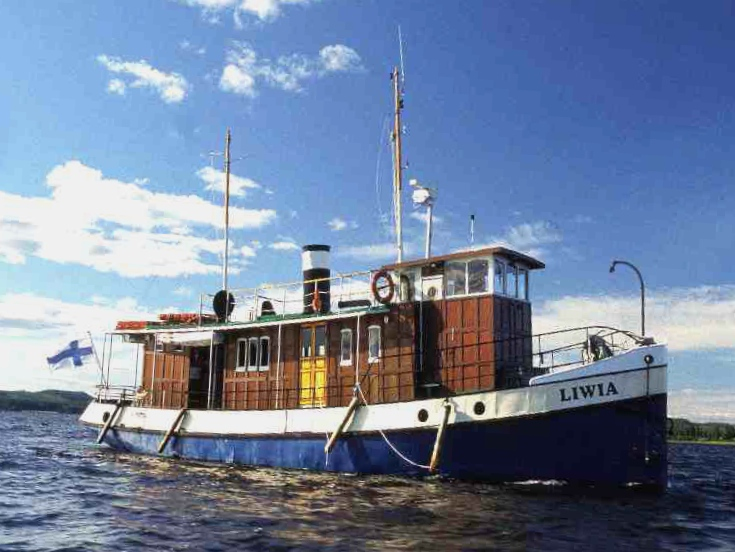
S/S Liwia, tidigare S/S Kajaani VI
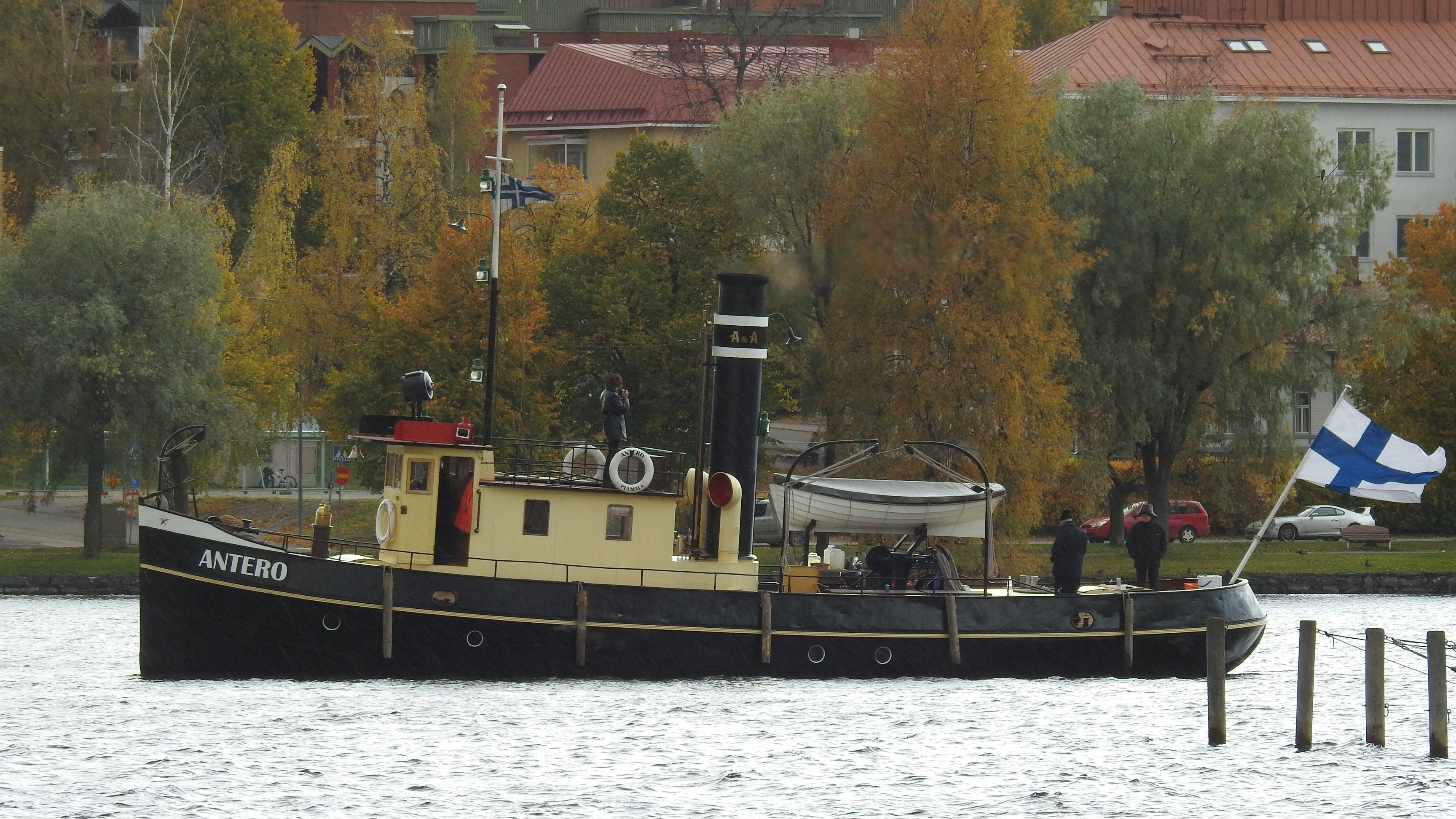
S/S Antero i Pihlajavesi
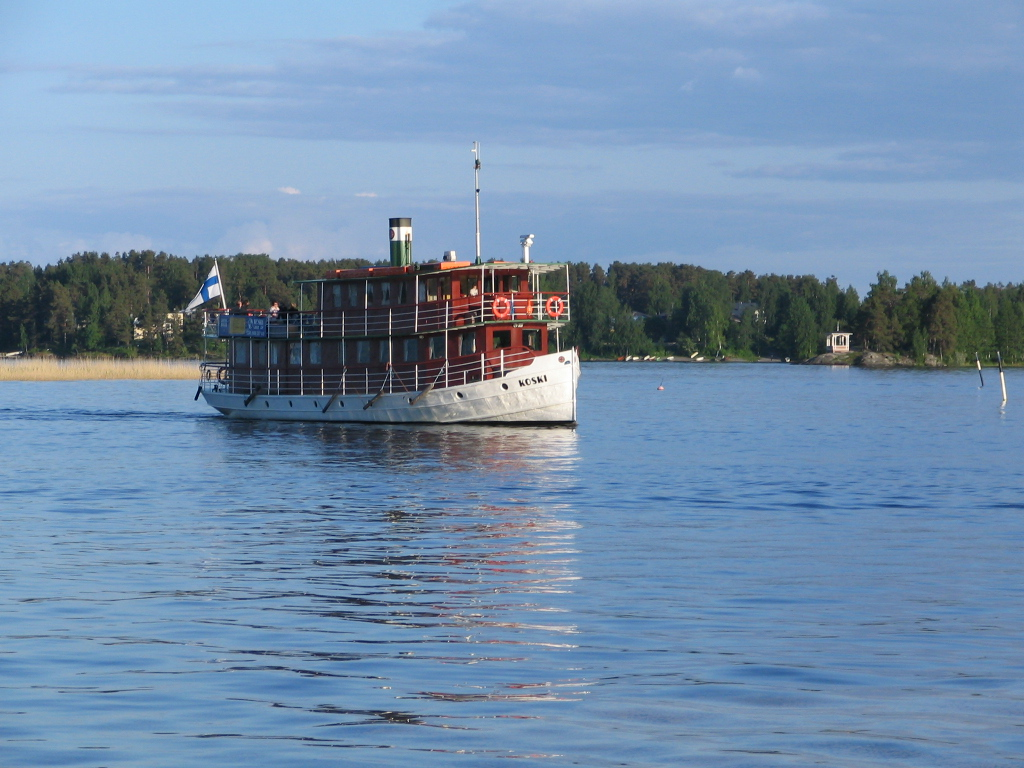
M/S Koski-Lava på sjön Kallavesi
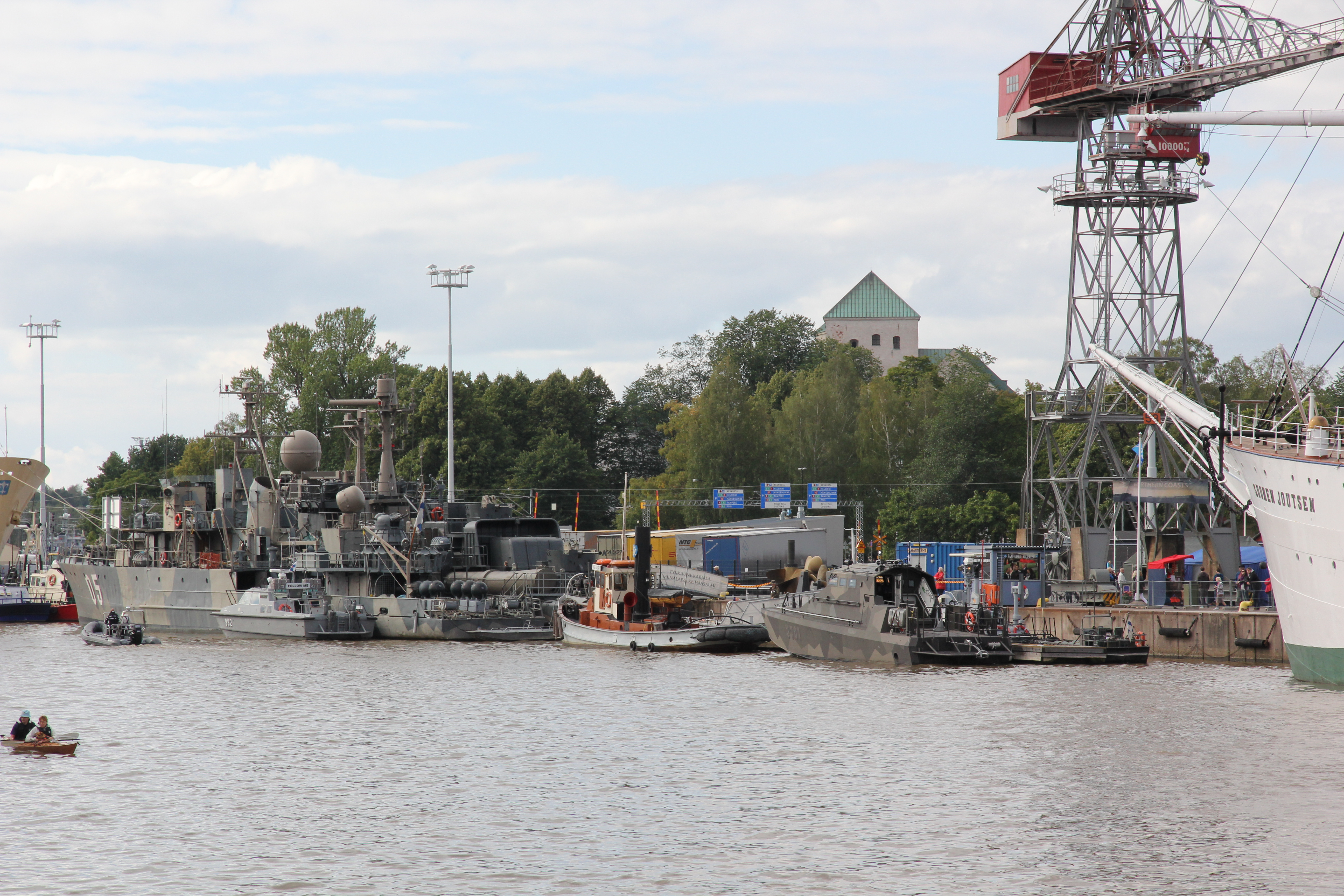
S/S Vetäjä V bakom kanonbåten Karjala, minläggaren Keihässalmi och ledningsbåten Träskö vid Forum Marinum i Åbo